# Laura Alonso Cancho
Laura Alonso Cancho (Santander, 1978) es una fotógrafa, autora, escritora y poeta española.

## Biografía
Nació en Santander y reside entre Madrid y Villanueva de la Vera (Cáceres) en una finca en la naturaleza rehabilitada, antiguo secadero de pimentón, donde tiene su taller y estudio. Técnico Especialista de Imagen por el IES Carlos Rodríguez Valcárcel en el año 2000. En el año 2000 fue becaria de El Diario Montañés de Santander. Se diplomó en Guion y Dirección por el Núcleo de Investigaciones Cinematográficas (Tutor Pedro Loeb) en el año 2004. En el año 2010 se graduó en Filosofía por la Universidad Nacional de Educación a Distancia (UNED). En el año 2011 realizó el Máster de Cine y Últimas Tendencia Digitales de la Universidad Rey Juan Carlos de Madrid y de la Escuela de Cinematografía y del Audiovisual de la Comunidad de Madrid (ECAM).
Cuando falleció su madre, sintió tal dolor que vendió su casa de Madrid y se compró la finca de Villanueva de la Vera donde vivir en la naturaleza y sanar. De ahí surgió parte de su obra, como un viaje hacia la luz desde la reflexión de la existencia.

### Trayectoria profesional
Se dedica al medio audiovisual y a la literatura en el campo de la poesía y la novela. Especializada en naturaleza, paisaje rural y fotografía social, ha publicado sus trabajos en diferentes medios y revistas en Internet especializadas. Con la artista Ester Izquierdo forma el dúo de arte, diseño y decoración natural Las Pleyades GreenLab. Ha realizado diversos trabajos audiovisuales que han participado en festivales internacionales.
Le apasiona la astronomía y la arqueología para comprender el mundo y el universo. Autodidacta y curiosa, se siente protegida al entender las cosas, las que se pueden verificar y las que no. Todo ello crea en ella significados que le aportan la línea de sus sentimientos teóricos y empujan el florecer de su inspiración como poeta.

## Obras

### Poesía
- Mueca Salvaje (Bala Perdida, 2020).[3]
- Los Que Caminan (un viaje al Sáhara Occidental) (Ediciones Vitruvio, 2014).
- El Silencio de la perla (Editorial Amargord, 2013).[4]

### Narrativa
- Fractura (Ediciones Vitruvio, 2017).[5]
- Las Sexuales (Editorial Vitruvio, 2010).[6]

### Colaboraciones y Antologías
- Antología de Poesía Erótica Femenina. Mujeres Que Aman a Mujeres (Editorial Vitruvio, 2012).[7]
- Libro digital La Noche en Blanco, recital poético, FNAC, 2010.
- Libro sobre la violencia de género Amor, Razón, Violencia. 2009.[8]
- Ha participado en revistas como la Revista Alora, la bien cercada, nº 31.[9]

## Premios y reconocimientos
- Finalista del I Premio Internacional de Poesía José García Caneiro 2021 por la obra “Cinco espíritus entre los vivos”.[10] Publicación en 2022 por la editorial: La Discreta.
- Finalista VII Certamen Nacional El Umbral de la Poesía. Valladolid, 2021 por la obra “El sol de medianoche” (Publicado).
- Finalista del XVI Premio Aguilar de Poesía 2020, por la obra “La especie dividida”.
- Finalista del I Premio Nacional de Poesía Coronio. León, 2020, por la obra “Hormigas mirando al cielo”.
- Segundo premio del VI Concurso Internacional de Poesía, La palabra de mi voz. EE. UU. 2019, por la obra “Más allá de los poster de la luz”.[11]
- Finalista del Premio Internacional de Poesía Encarnación Sánchez Arena 2016. (Publicado).[11]